# Carlos Marryatt
Carlos Marryatt (* 11. Oktober 1968 in Christchurch) ist ein ehemaliger neuseeländischer Radrennfahrer.

## Sportliche Laufbahn
Marryatt war Bahnradsportler. Er war Teilnehmer der Olympischen Sommerspiele 1992 in Barcelona. In der Mannschaftsverfolgung wurde Neuseeland mit Gary Anderson, Nigel Donnelly, Carlos Marryatt, Stuart Williams und Glenn McLeay auf dem 7. Rang klassiert.